# Parcella barzanes
Parcella barzanes är en fjärilsart som beskrevs av William Chapman Hewitson 1874. Parcella barzanes ingår i släktet Parcella och familjen Riodinidae. Inga underarter finns listade i Catalogue of Life.